# 花たちの戦い -宮廷残酷史-
『花たちの戦い -宮廷残酷史-』は2013年、韓国jTBCで放送されたテレビドラマ。日本での放送は2014年、KNTVで開始され、2015年、BS-TBSで毎週月曜から金曜午後5時に放送していた。

## 概要
このドラマは17世紀中期の朝鮮王朝、第16代王・仁祖の側室で数多くの陰謀で昭顕世子一家を破滅に至らしめた貴人趙氏（きじん・ちょうし/クィインチョシ）を主人公にした作品。庶子として生まれたヤムジョン（のちの貴人趙氏）は恋人である両班（ヤンバン 朝鮮時代の貴族階級）の男性と別れ宮廷に入り、仁祖の側室となりあらゆる陰謀に手を染めていく内容で構成されている。この人物をキム・ヒョンジュが妖艶に演じ、貴人趙氏に籠絡された王をイ・ドックァが演じた。脚本は『インス大妃』、『王と妃』のチョン・ハヨン。
貴人趙氏による呪詛の発覚後は史実と異なり、宮廷を放逐され恨みを持つ人々による石打に遭い死に至らしめられる。

## 出演
- ヤムジョン/貴人趙氏：キム・ヒョンジュ
- 仁祖：イ・ドックァ
- 嬪宮姜氏：ソン・ソンミ
- 金自点：チョン・ソンモ
- ナム・ヒョク：チョン・テス
- 昭顕世子：チョン・ソンウン
- 鳳林大君：キム・ジュヨン
- 荘烈王后：コ・ウォンヒ